# Геронім Лянцкоронський (кам'янецький підкоморій)
Геронім Лянцкоронський (пол. Hieronim Lanckoroński; ? — 1697 р.) — польський шляхтич, урядник Республіки Обох Націй (Речі Посполитої).

## Життєпис
Найстарший син коронного гетьмана Станіслава та його дружини Алєксандри (Анни) з Сененських — доньки люблінського каштеляна Збігнева та його другої дружини Ельжбети Тарновської.
З початку 1649 року командував значною приватною (з 1650 компутовою) батьковою козацькою корогвою, як її поручник брав участь в облозі Збаража. Учасник виправ коронного гетьмана Марціна Каліновського в лютому-травні 1651, битви під Берестечком. У 1652 році був у групі батька біля Кам'янця-Подільського. У січні 1656 зібрав власну козацьку корогву, з нею воював проти шведів до квітня 1657. У 1658 році став кам'янецьким (подільським) підкоморієм. За заслуги сейм 1659 визнав суму 10 000 золотих на Скальському старостві.
Близько від 1667 року за сприяння сеймиків став скальським старостою, з 1668 року отримав право спільної власности для першої дружини. 1671 року брав участь у кампанії проти Петра Дорошенка, татар. У 1672 перебував у Кам'янці-Подільському; на чолі своїх приватної (мала татар) і компутової корогв пробував завадити переправі турків через Дністер. Через зраду своїх татар ледь не потрапив у полон. Після капітуляції Кам'янця був спочатку затриманий турками. Брав участь: у 1673 році — у битві під Хотином; у 1683 — битва під Віднем (на чолі нової корогви, залишалася на службі до 1697 року, командував нею спорадично, пізніше передав Станіславові Хоментовському); влітку 1675 воював під командуванням Миколая Героніма Сенявського.
1696 року продав Жванець (також Ягільницю, Нове Бжезє) Францішкові Лянцкоронському.
Перша дружина — Ядвіґа Цетнер, шлюб — перед 1669 роком; друга — з 1684 року — Людвіка Клара Вежбовська, дочка серадзького воєводи. Дітей у шлюбах не мав.